# Liste des œuvres d'art de la Haute-Loire
Cet article vise à recenser les œuvres d'art dans l'espace public de la Haute-Loire, en France.

## Liste
Les œuvres sont classées par ordre alphabétique de communes et, au sein de celles-ci, par ordre chronologique d'installation, dans la mesure des informations disponibles.

### Sculptures
| Œuvre                                     | Auteur                 | Commune                | Localisation                   | Notes | Installation | Coordonnées                      | Illustration                              |
| ----------------------------------------- | ---------------------- | ---------------------- | ------------------------------ | --- | ------------ | -------------------------------- | ----------------------------------------- |
| Marie-Jeanne Valet et la Bête du Gévaudan | Philippe Kaeppelin     | Auvers                 | À déterminer                   | | 1995         | à géolocaliser                   | Marie-Jeanne Valet et la Bête du Gévaudan |
| Buste de Claude Bernard                   | À déterminer           | Beaulieu               | Sur la place de l'église       | Représente Claude Bernard. L'original est fondu sous le régime de Vichy, dans le cadre de la mobilisation des métaux non ferreux. | 1949         | à géolocaliser                   | Image manquante                           |
| Monument à Jean Chastel                   | À déterminer           | La Besseyre-Saint-Mary | À déterminer                   | Représente Jean Chastel. | À déterminer | à géolocaliser                   | Monument à Jean Chastel                   |
| Statue de La Fayette                      | Ernest-Eugène Hiolle   | Le Puy-en-Velay        | Boulevard Saint-Louis (RN 102) | Inscrit MH (2005). | 1883         | 45° 02′ 39″ nord, 3° 52′ 48″ est | La Fayette                                |
| Statue d'Auguste de Morlhon               | Jean-Marie Bonnassieux | Le Puy-en-Velay        | À déterminer                   | Représente Auguste de Morlhon. | 1864         | à géolocaliser                   | Statue d'Auguste de Morlhon               |
| Statue de Notre-Dame de France            | Jean-Marie Bonnassieux | Le Puy-en-Velay        | À déterminer                   | Inscrit MH (1997). | À déterminer | 45° 02′ 38″ nord, 3° 54′ 45″ est | Notre-Dame de France                      |
| Jean-Baptiste de La Salle                 | À déterminer           | Le Puy-en-Velay        | À déterminer                   | Représente Jean-Baptiste de La Salle.                                                                                             | À déterminer | à géolocaliser                   | Image manquante                           |
| Sans titre                                | Denis Morog            | Le Puy-en-Velay        | Hôtel de Police                | | 1988         | 45° 47′ 16″ nord, 3° 06′ 27″ est | Image manquante                           |
| Sol                                       | Daniel Dezeuze         | Le Puy-en-Velay        | Église Saint-Laurent           | | 1988         | 45° 02′ 34″ nord, 3° 52′ 58″ est | Image manquante                           |
| Bête du Gévaudan                          | À déterminer           | Saint-Privat-d'Allier  | À déterminer                   | Représente la bête du Gévaudan.                                                                                                   | À déterminer | à géolocaliser                   | Bête du Gévaudan                          |
| Bête du Gévaudan                          | À déterminer           | Saugues                | À déterminer                   | Représente la bête du Gévaudan.                                                                                                   | À déterminer | à géolocaliser                   | Bête du Gévaudan                          |
| Monument à La Papeterie                   | À déterminer           | Tence                  | À déterminer                   | | À déterminer | à géolocaliser                   | Monument à La Papeterie                   |

### Monuments aux morts
| Œuvre                                                    | Auteur                                                       | Commune                       | Localisation                              | Notes                                                                 | Installation | Coordonnées    | Illustration |
| -------------------------------------------------------- | ------------------------------------------------------------ | ----------------------------- | ----------------------------------------- | --------------------------------------------------------------------- | ------------ | -------------- | --- |
| La Résistance (monument aux morts)                       | Copie d'après Charles-Henri Pourquet                         | Aurec-sur-Loire               | À déterminer                              |                                                                       | 1922         | à géolocaliser | Image manquante |
| Poilu écrasant l'aigle allemand (d) (monument aux morts) | Copie d'après Charles-Henri Pourquet                         | Bains                         | À déterminer                              |                                                                       | À déterminer | à géolocaliser | Image manquante |
| Poilu à l'écu (d) (monument aux morts)                   | Copie d'après Union internationale artistique de Vaucouleurs | Blesle                        | À déterminer                              |                                                                       | À déterminer | à géolocaliser | Poilu à l'écu (d) (monument aux morts) |
| Poilu au repos (monument aux morts)                      | Copie d'après Étienne Camus                                  | Bonneval                      | À déterminer                              |                                                                       | À déterminer | à géolocaliser | Image manquante |
| Poilu au repos (monument aux morts)                      | Copie d'après Étienne Camus                                  | Cistrières                    | À déterminer                              |                                                                       | 1922         | à géolocaliser | Image manquante |
| Poilu au repos (monument aux morts)                      | Copie d'après Étienne Camus                                  | Connangles                    | À côté de l'église                        |                                                                       | 1923         | à géolocaliser | Image manquante |
| La Victoire en chantant (monument aux morts),            | Copie d'après Charles Édouard Richefeu                       | Craponne-sur-Arzon            | Entre la mairie et l'église Saint-Caprais |                                                                       | 1921         | à géolocaliser | La Victoire en chantant (monument aux morts)« Monument aux morts de 1914-1918, ou La Victoire en chantant à Craponne-sur-Arzon », sur À nos grands hommes,« Monument aux morts de 14-18, ou La Victoire en chantant à Craponne-sur-Arzon », sur e-monumen |
| Monument aux morts                                       | Copie d'après Henri Antoine Poublan                          | Jullianges                    | À déterminer                              |                                                                       | À déterminer | à géolocaliser | Monument aux morts |
| Poilu au repos (monument aux morts)                      | Copie d'après Étienne Camus                                  | La Chapelle-Geneste           | À déterminer                              |                                                                       | 1925         | à géolocaliser | Poilu au repos (monument aux morts) |
| Le Poilu victorieux (monument aux morts)                 | Copie d'après Eugène Bénet                                   | Le Brignon                    | À déterminer                              |                                                                       | À déterminer | à géolocaliser | Image manquante |
| Poilu au repos (monument aux morts)                      | Copie d'après Étienne Camus                                  | Le Mas-de-Tence               | À déterminer                              |                                                                       | 1923         | à géolocaliser | Image manquante |
| Monument aux morts                                       | Marcelin Sabatier                                            | Loudes                        | À déterminer                              |                                                                       | 1922         | à géolocaliser | Monument aux morts |
| Poilu au repos (monument aux morts)                      | Copie d'après Étienne Camus                                  | Malvières                     | À déterminer                              |                                                                       | 1924         | à géolocaliser | Poilu au repos (monument aux morts) |
| Poilu au repos (monument aux morts)                      | Copie d'après Étienne Camus                                  | Monistrol-sur-Loire           | Dans le cimetière                         | Érigé à une cinquantaine de mètres de son emplacement actuel en 1921. | 2013         | à géolocaliser | Image manquante |
| Poilu au repos (monument aux morts)                      | Copie d'après Étienne Camus                                  | Monlet                        | À déterminer                              |                                                                       | 1921         | à géolocaliser | Image manquante |
| Monument aux morts                                       | À déterminer                                                 | Montfaucon-en-Velay           | À déterminer                              |                                                                       | À déterminer | à géolocaliser | Monument aux morts |
| Poilu au repos (monument aux morts)                      | Copie d'après Étienne Camus                                  | Pradelles                     | À déterminer                              |                                                                       | 1921         | à géolocaliser | Poilu au repos (monument aux morts)« Monument aux morts de 1914-1918 à Pradelles », sur À nos grands hommes |
| Monument aux morts                                       | À déterminer                                                 | Riotord                       | À déterminer                              |                                                                       | À déterminer | à géolocaliser | Monument aux morts |
| Le Poilu victorieux (monument aux morts)                 | Copie d'après Eugène Bénet                                   | Rosières                      | À déterminer                              |                                                                       | À déterminer | à géolocaliser | Image manquante |
| Le Poilu victorieux (monument aux morts)                 | Copie d'après Eugène Bénet                                   | Saint-Christophe-sur-Dolaison | À déterminer                              |                                                                       | À déterminer | à géolocaliser | Image manquante |
| Le Poilu victorieux (monument aux morts)                 | Copie d'après Eugène Bénet                                   | Saint-Didier-en-Velay         | À déterminer                              |                                                                       | À déterminer | à géolocaliser | Image manquante |
| Monument aux morts                                       | À déterminer                                                 | Saint-Georges-d'Aurac         | À déterminer                              |                                                                       | À déterminer | à géolocaliser | Monument aux morts |
| Poilu au repos (monument aux morts)                      | Copie d'après Étienne Camus                                  | Saint-Georges-Lagricol        | À déterminer                              |                                                                       | 1922         | à géolocaliser | Poilu au repos (monument aux morts) |
| On ne passe pas (d) (monument aux morts)                 | Copie d'après Eugène Piron                                   | Saint-Jeures                  | À déterminer                              |                                                                       | À déterminer | à géolocaliser | Image manquante |
| Monument aux morts                                       | À déterminer                                                 | Saint-Julien-Molhesabate      | À déterminer                              |                                                                       | À déterminer | à géolocaliser | Monument aux morts |
| Poilu au repos (monument aux morts)                      | Copie d'après Étienne Camus                                  | Saint-Pal-de-Senouire         | À déterminer                              |                                                                       | À déterminer | à géolocaliser | Image manquante |
| Poilu écrasant l'aigle allemand (d) (monument aux morts) | Copie d'après Charles-Henri Pourquet                         | Saint-Paul-de-Tartas          | À déterminer                              |                                                                       | À déterminer | à géolocaliser | Poilu écrasant l'aigle allemand (d) (monument aux morts) |
| Monument aux morts                                       | À déterminer                                                 | Saint-Paulien                 | À déterminer                              |                                                                       | À déterminer | à géolocaliser | Monument aux morts |
| Poilu écrasant l'aigle allemand (d) (monument aux morts) | Copie d'après Charles-Henri Pourquet                         | Saint-Pierre-Eynac            | À côté du chevet de l'église Saint-Pierre |                                                                       | À déterminer | à géolocaliser | Poilu écrasant l'aigle allemand (d) (monument aux morts) |
| Monument aux morts                                       | À déterminer                                                 | Saint-Victor-Malescours       | À déterminer                              |                                                                       | À déterminer | à géolocaliser | Monument aux morts |
| Monument aux morts                                       | À déterminer                                                 | Sainte-Eugénie-de-Villeneuve  | Contre l'église Saint-Sébastien           |                                                                       | À déterminer | à géolocaliser | Monument aux morts |
| Poilu au repos (monument aux morts)                      | Copie d'après Étienne Camus                                  | Sembadel                      | À côté de l'église Saint-Roch             |                                                                       | À déterminer | à géolocaliser | Poilu au repos (monument aux morts) |
| Monument aux morts                                       | À déterminer                                                 | Séneujols                     | À déterminer                              |                                                                       | À déterminer | à géolocaliser | Monument aux morts |
| Poilu au repos (monument aux morts)                      | Copie d'après Étienne Camus                                  | Tiranges                      | À déterminer                              |                                                                       | 1923         | à géolocaliser | Image manquante |
| Monument aux morts                                       | Jean Arnaud                                                  | Vazeilles-Limandre            | À déterminer                              |                                                                       | À déterminer | à géolocaliser | Monument aux morts |
| Poilu au drapeau (monument aux morts)                    | Copie d'après Eugène Piron                                   | Vorey                         | À déterminer                              | Également appelé Soldat au drapeau.                                   | À déterminer | à géolocaliser | Image manquante |

### Fontaines
| Œuvre                    | Auteur           | Commune         | Localisation | Notes                    | Installation | Coordonnées                      | Illustration      |
| ------------------------ | ---------------- | --------------- | ------------ | ------------------------ | ------------ | -------------------------------- | ----------------- |
| Fontaine de Jeanne d'Arc | À déterminer     | Céaux-d'Allègre | À déterminer | Représente Jeanne d'Arc. | À déterminer | à géolocaliser                   | Image manquante   |
| Fontaine de Jeanne d'Arc | À déterminer     | Félines         | À déterminer | Représente Jeanne d'Arc. | À déterminer | 45° 16′ 17″ nord, 3° 44′ 38″ est | Jeanne d'Arc      |
| Fontaine de Jeanne d'Arc | Adolphe Roberton | Rosières        | À déterminer |                          | À déterminer | 45° 07′ 57″ nord, 3° 59′ 14″ est | Jeanne d'Arc      |
| Fontaine                 | Roger Benoît     | Tence           | À déterminer |                          | À déterminer | 45° 06′ 53″ nord, 4° 17′ 25″ est | Fontaine de Tence |

### Œuvres disparues ou retirées
| Œuvre | Auteur | Commune | Localisation | Notes | Installation | Coordonnées | Illustration |
| ----- | ------ | ------- | ------------ | ----- | ------------ | ----------- | ------------ |